# 蜻蛉河
蜻蛉河，是中国长江流域的一条河流，汇入龙川江，属于金沙江水系。河长167千米，流域面积3583平方千米，年均流量22立方米每秒。自然落差1629米。水能理论蕴藏量9万千瓦。